# Karl Paul
Karl Paul (* 7. Juli 1890 in Reichenau in Sachsen; † 31. Januar 1969 in Zittau) war ein deutscher Maler und Grafiker in der Lausitz.

## Leben und Werk
Paul absolvierte ab 1904 eine Lehre als Glasmaler, wozu auch der Besuch der Städtischen Handwerkerschule in Zittau gehörte. Er war dann bei Josef Goller und Richard Guhr Schüler der Dresdner Kunstgewerbeschule. Ab 1912 studierte er mit einem Stipendium bei Richard Müller, Oskar Zwintscher, Gotthardt Kuehl und Robert Sterl an der Königlichen Akademie der Bildenden Künste Dresden. Er wurde dann zum Deutschen Heer eingezogen und nahm an der Westfront am Ersten Weltkrieg teil.
Nach dem Ende des Kriegs arbeitete er in Zittau als freischaffender Maler und Grafiker, vor allem als Lithograph und Radierer. Ab 1920 betrieb er eine Malschule. Einer seiner Schüler war der spätere Lausitzer Landschaftsmaler Fritz Haselbach (1910–1943).
Paul wohnte in der Zittauer Schliebenstraße 17.
Im Selbstverlag veröffentlichte er 1924/1925 die Mappenwerke Der Krieg und Meine Mutter. Paul war Mitglied der Arbeitsgemeinschaft Lausitzer Künstler und in der Zeit des Nationalsozialismus obligatorisch der Reichskammer der bildenden Künste. Als Soldat der Wehrmacht nahm er am Zweiten Weltkrieg teil. Dabei betätigte er sich als Zeichner. Die vorliegenden Bilder zeigen realistische Kriegsszenen ohne nazistisches Pathos.
Nach dem Ende des NS-Staats arbeitete Paul wieder in Zittau. Er war Mitglied in der Arbeitsgemeinschaft Lausitzer Künstler im Verband bildender Künstler der DDR.

## Museen und öffentliche Sammlungen mit Werken Pauls (unvollständig)
- Bautzen: Museum Bautzen
- Dresden: Stadtmuseum
- Görlitz: Kulturhistorisches Museum Görlitz
- Zittau: Städtische Museen Zittau

## Werke
Siehe dazu: https://katalog.arthistoricum.net/?tx_find_find%5Bq%5D%5Bdefault%5D=%22Paul%2C+Karl%22

### Weitere Werke im Kulturhistorischen Museum Görlitz (Auswahl)
- Kohlengruben von Hirschfelde (um 1920–1930), Öl, 78 × 98 cm;
- Mädchenbildnis (um 1925), Öl, 60 × 48 cm; Kulturhistorisches Museum Görlitz

## Ausstellungen (unvollständig)
- 1935: Dresden („Dresdner Kunstausstellung mit Sonderschau Kriegsbilder“)
- 1943: Dresden, Armeemuseum („Kriegs- und Soldatenbilder“)[3]
- 1948: Bautzen, Stadtmuseum („2. Jahresausstellung Lausitzer bildende Künstler“)[4]
- 1949: Görlitz, Aula der 10. Grundschule („3. Jahresausstellung Lausitzer Bildender Künstler“)[5]
- postum 2019: Ostritz, Heimatmuseum Ostritz (mit Heinz Buschmann, Elsa Merkel und Willy Müller-Lückendorf)